# 1. Fußball-Club Nürnberg Verein für Leibesübungen 2021-2022
Questa voce raccoglie le informazioni riguardanti il 1. Fußball-Club Nürnberg Verein für Leibesübungen nelle competizioni ufficiali della stagione 2021-2022.

## Stagione
Nella stagione 2021-2022 il Norimberga, allenato da Robert Klauß, concluse il campionato di 2. Bundesliga all'8º posto. In Coppa di Germania il Norimberga fu eliminato al secondo turno dall'Amburgo.

## Rosa
| N. |                      | Ruolo | Calciatore            |
| -- | -------------------- | ----- | --------------------- |
| 1  | Germania (bandiera)  | P     | Patric Klandt         |
| 2  | Germania (bandiera)  | D     | Kilian Fischer        |
| 4  | Danimarca (bandiera) | D     | Asger Sørensen        |
| 5  | Germania (bandiera)  | C     | Johannes Geis         |
| 6  | Germania (bandiera)  | C     | Lino Tempelmann       |
| 7  | Germania (bandiera)  | A     | Felix Lohkemper       |
| 8  | Germania (bandiera)  | C     | Taylan Duman          |
| 9  | Germania (bandiera)  | A     | Manuel Schäffler      |
| 10 | Austria (bandiera)   | A     | Nikola Dovedan        |
| 11 | Germania (bandiera)  | A     | Erik Shuranov         |
| 14 | Germania (bandiera)  | C     | Tom Krauß             |
| 15 | Germania (bandiera)  | C     | Fabian Nürnberger     |
| 16 | Germania (bandiera)  | D     | Christopher Schindler |
| 17 | Germania (bandiera)  | C     | Jens Castrop          |

| N. |                     | Ruolo | Calciatore          |
| -- | ------------------- | ----- | ------------------- |
| 18 | Germania (bandiera) | A     | Dennis Borkowski    |
| 19 | Germania (bandiera) | D     | Florian Hübner      |
| 20 | Germania (bandiera) | A     | Pascal Köpke        |
| 21 | Germania (bandiera) | C     | Tim Latteier        |
| 22 | Germania (bandiera) | D     | Enrico Valentini    |
| 24 | Norvegia (bandiera) | C     | Mats Møller Dæhli   |
| 26 | Germania (bandiera) | P     | Christian Mathenia  |
| 27 | Germania (bandiera) | A     | Paul-Philipp Besong |
| 29 | Germania (bandiera) | D     | Tim Handwerker      |
| 31 | Germania (bandiera) | P     | Carl Klaus          |
| 33 | Croazia (bandiera)  | D     | Mario Šuver         |
| 34 | Russia (bandiera)   | D     | Konstantin Rausch   |
| 35 | Germania (bandiera) | D     | Noel Knothe         |
| 36 | Germania (bandiera) | C     | Lukas Schleimer     |

## Organigramma societario
Area tecnica
- Allenatore: Robert Klauß
- Allenatore in seconda: Tobias Schweinsteiger, Frank Steinmetz
- Preparatore dei portieri: Dennis Neudahm
- Preparatori atletici: Tobias Dippert, Gerald Stürzenhofecker

## Calciomercato

### Sessione estiva
| Acquisti | Acquisti              | Acquisti             | Acquisti |
| R.       | Nome                  | da                   | Modalità |
| -------- | --------------------- | -------------------- | -------- |
| C        | Taylan Duman          | Borussia Dortmund II |          |
| D        | Kilian Fischer        | Türkgücü             |          |
| D        | Florian Hübner        | Union Berlino        |          |
| P        | Carl Klaus            | Darmstadt            |          |
| D        | Christopher Schindler | Huddersfield Town    |          |
| C        | Lino Tempelmann       | Friburgo             |          |

| Cessioni | Cessioni           | Cessioni          | Cessioni |
| R.       | Nome               | a                 | Modalità |
| -------- | ------------------ | ----------------- | -------- |
| A        | Robin Hack         | Arminia Bielefeld |          |
| D        | Pius Krätschmer    | Saarbrücken       |          |
| D        | Lukas Mühl         | Austria Vienna    |          |
| C        | Hanno Behrens      | Hansa Rostock     |          |
| P        | Christian Früchtl  | Bayern Monaco     |          |
| D        | Kevin Goden        | Monaco 1860       |          |
| P        | Andreas Lukse      | First Vienna      |          |
| D        | Georg Margreitter  | Grasshoppers      |          |
| C        | Linus Rosenlöcher  | Norimberga II     |          |
| A        | Fabian Schleusener | Karlsruhe         |          |
| D        | Mario Šuver        | Norimberga II     |          |

### Sessione invernale
| Acquisti | Acquisti     | Acquisti   | Acquisti |
| R.       | Nome         | da         | Modalità |
| -------- | ------------ | ---------- | -------- |
| C        | Jens Castrop | Colonia II |          |

| Cessioni | Cessioni | Cessioni | Cessioni |
| R.       | Nome     | a        | Modalità |
| -------- | -------- | -------- | -------- |

## Risultati

### 2. Bundesliga

#### Girone di andata
| Norimberga 25 luglio 2021, ore 13:30 CEST 1ª giornata | Norimberga         | 0 – 0 referto | Erzgebirge Aue | Max-Morlock-Stadion (11 089 spett.)\| Arbitro: \| Waschitzki-Günther \| |
| Arbitro:                                              | Waschitzki-Günther |               |                |                                                                         |

| Arbitro: | Jablonski |

|                      |           |                         |
| Heuer 18’ Michel 85’ | Marcatori | 54’ Dæhli 58’ Schäffler |

| Arbitro: | Schröder |

|                                    |           |  |
| Schindler 58’ Valentini 90’ (rig.) | Marcatori |  |

| Ingolstadt 22 agosto 2021, ore 13:30 CEST 4ª giornata | Ingolstadt 04 | 0 – 0 referto | Norimberga | Audi-Sportpark (3 533 spett.)\| Arbitro: \| Brych \| |
| Arbitro:                                              | Brych         |               |            |                                                      |

| Arbitro: | Alt |

|                             |           |            |
| Tempelmann 50’ Shuranov 74’ | Marcatori | 82’ Batmaz |

| Arbitro: | Schlager |

|                             |           |                            |
| Besuschkow 38’ Wekesser 53’ | Marcatori | 19’ Tempelmann 79’ Dovedan |

| Arbitro: | Braun |

|              |           |  |
| Shuranov 59’ | Marcatori |  |

| Arbitro: | Zwayer |

|                  |           |                                     |
| Glatzel 34’, 80’ | Marcatori | 22’ (rig.) Valentini 46’ Tempelmann |

| Norimberga 2 ottobre 2021, ore 20:30 CEST 9ª giornata | Norimberga | 0 – 0 referto | Hannover 96 | Max-Morlock-Stadion (24 211 spett.)\| Arbitro: \| Reichel \| |
| Arbitro:                                              | Reichel    |               |             |                                                              |

| Arbitro: | Fritz |

|  |           |           |
|  | Marcatori | 21’ Krauß |

| Arbitro: | Siewer |

|                                                   |           |  |
| Dæhli 45’ Shuranov 52’ Geis 66’ Malone 89’ (aut.) | Marcatori |  |

| Arbitro: | Stegemann |

|                                   |           |  |
| Pfeiffer 11’ Schindler 59’ (aut.) | Marcatori |  |

| Arbitro: | Welz |

|             |           |                              |
| Dovedan 20’ | Marcatori | 80’ Füllkrug 88’ Bittencourt |

| Arbitro: | Lechner |

|          |           |                             |
| Höhn 66’ | Marcatori | 83’ Nürnberger 90’ Shuranov |

| Arbitro: | Waschitzki-Günther |

|                        |           |                                          |
| Geis 21’ Schäffler 72’ | Marcatori | 3’ Burgstaller 10’ Paqarada 64’ Dźwigała |

| Arbitro: | Sather |

|                           |           |          |
| Schäffler 6’ Shuranov 63’ | Marcatori | 88’ Korb |

| Arbitro: | Reichel |

|                                                           |           |                |
| Ouwejan 20’ Schäffler 66’ (aut.) Čurlinov 85’ Itakura 90’ | Marcatori | 49’ Nürnberger |

#### Girone di ritorno
| Arbitro: | Thomsen |

|                |           |                      |
| Hochscheidt 8’ | Marcatori | 2’, 22’, 81’ Dovedan |

| Arbitro: | Jöllenbeck |

|           |           |                       |
| Dæhli 60’ | Marcatori | 41’ Michel 44’ Platte |

| Arbitro: | Hartmann |

|  |           |               |
|  | Marcatori | 2’ Tempelmann |

| Arbitro: | Dankert |

|  |           |                                                                  |
|  | Marcatori | 13’ Pick 17’ Eckert-Ayensa 41’ Bilbija 49’ Schmidt 80’ Sulejmani |

| Arbitro: | Waschitzki-Günther |

|                                                 |           |          |
| Hofmann 39’, 59’ Goller 55’ Wanitzek 90’ (rig.) | Marcatori | 29’ Geis |

| Arbitro: | Petersen |

|                     |           |  |
| Köpke 35’ Duman 55’ | Marcatori |  |

| Arbitro: | Dingert |

|  |           |                     |
|  | Marcatori | 34’ Köpke 63’ Duman |

| Arbitro: | Jöllenbeck |

|                          |           |          |
| Köpke 15’ Handwerker 88’ | Marcatori | 25’ Reis |

| Arbitro: | Kampka |

|  |           |                                      |
|  | Marcatori | 26’ Schleimer 83’ Krauß 87’ Shuranov |

| Arbitro: | Hartmann |

|                |           |              |
| Nürnberger 12’ | Marcatori | 42’ Daferner |

| Arbitro: | Brych |

|                                |           |               |
| Kleindienst 3’, 84’ Malone 36’ | Marcatori | 87’ Schäffler |

| Arbitro: | Gerach |

|                                              |           |              |
| Dovedan 43’ Schleimer 82’ Leipold 90’ (aut.) | Marcatori | 58’ Pfeiffer |

| Arbitro: | Dingert |

|            |           |                    |
| Weiser 65’ | Marcatori | 24’ (rig.) Dovedan |

| Arbitro: | Aarnink |

|                        |           |                                           |
| Krauß 25’ Sørensen 54’ | Marcatori | 4’ Bachmann 59’, 84’ Trybull 88’ Testroet |

| Arbitro: | Dankert |

|                   |           |           |
| Kyereh 74’ (rig.) | Marcatori | 90’ Duman |

| Arbitro: | Siebert |

|                                   |           |  |
| Skrzybski 14’ Korb 41’ Holtby 63’ | Marcatori |  |

| Arbitro: | Stegemann |

|               |           |                         |
| Schleimer 86’ | Marcatori | 15’ Zalazar 88’ Terodde |

### Coppa di Germania
| Arbitro: | Bacher |

|  |           |           |
|  | Marcatori | 79’ Duman |

| Arbitro: | Dankert |

|                                |                      |                                |
| Duman 59’                      | Marcatori            | 45’ David                      |
| Geis Duman Tempelmann Sørensen | Tiri di rigore 2 – 4 | Kinsombi Kittel Schonlau David |

## Statistiche

### Statistiche di squadra
| Competizione      | Punti | In casa | In casa | In casa | In casa | In casa | In casa | In trasferta | In trasferta | In trasferta | In trasferta | In trasferta | In trasferta | Totale | Totale | Totale | Totale | Totale | Totale | DR |
| Competizione      | Punti | G       | V       | N       | P       | Gf      | Gs      | G            | V            | N            | P            | Gf           | Gs           | G      | V      | N      | P      | Gf     | Gs     | DR |
| ----------------- | ----- | ------- | ------- | ------- | ------- | ------- | ------- | ------------ | ------------ | ------------ | ------------ | ------------ | ------------ | ------ | ------ | ------ | ------ | ------ | ------ | -- |
| 2. Bundesliga     | 51    | 17      | 8       | 3       | 6       | 26      | 23      | 17           | 6            | 6            | 5            | 23           | 26           | 34     | 14     | 9      | 11     | 49     | 49     | 0  |
| Coppa di Germania | -     | 1       | 0       | 1       | 0       | 1       | 1       | 1            | 1            | 0            | 0            | 1            | 0            | 2      | 1      | 1      | 0      | 2      | 1      | +1 |
| Totale            | 51    | 18      | 8       | 4       | 6       | 27      | 24      | 18           | 7            | 6            | 5            | 24           | 26           | 36     | 15     | 10     | 11     | 51     | 50     | +1 |

### Andamento in campionato
| Giornata  | 1 | 2  | 3 | 4 | 5 | 6 | 7 | 8 | 9 | 10 | 11 | 12 | 13 | 14 | 15 | 16 | 17 | 18 | 19 | 20 | 21 | 22 | 23 | 24 | 25 | 26 | 27 | 28 | 29 | 30 | 31 | 32 | 33 | 34 |
| --------- | - | -- | - | - | - | - | - | - | - | -- | -- | -- | -- | -- | -- | -- | -- | -- | -- | -- | -- | -- | -- | -- | -- | -- | -- | -- | -- | -- | -- | -- | -- | -- |
| Luogo     | C | T  | C | T | C | T | C | T | C | T  | C  | T  | C  | T  | C  | C  | T  | T  | C  | T  | C  | T  | C  | T  | C  | T  | C  | T  | C  | T  | C  | T  | T  | C  |
| Risultato | N | N  | V | N | V | N | V | N | N | V  | V  | P  | P  | V  | P  | V  | P  | V  | P  | V  | P  | P  | V  | V  | V  | V  | N  | P  | V  | N  | P  | N  | P  | P  |
| Posizione | 9 | 11 | 6 | 6 | 5 | 6 | 4 | 5 | 5 | 5  | 4  | 5  | 6  | 5  | 7  | 5  | 7  | 5  | 9  | 7  | 7  | 7  | 7  | 6  | 4  | 4  | 5  | 5  | 5  | 5  | 6  | 6  | 7  | 8  |

Legenda:

Luogo: C = Casa; T = Trasferta. Risultato: V = Vittoria; N = Pareggio; P = Sconfitta.

### Statistiche dei giocatori
| Giocatore      | 2. Bundesliga | 2. Bundesliga | 2. Bundesliga | 2. Bundesliga | Coppa di Germania | Coppa di Germania | Coppa di Germania | Coppa di Germania | Totale   | Totale | Totale      | Totale     |
| Giocatore      | Presenze      | Reti          | Ammonizioni   | Espulsioni    | Presenze          | Reti              | Ammonizioni       | Espulsioni        | Presenze | Reti   | Ammonizioni | Espulsioni |
| -------------- | ------------- | ------------- | ------------- | ------------- | ----------------- | ----------------- | ----------------- | ----------------- | -------- | ------ | ----------- | ---------- |
| P. Besong      | 0             | 0             | 0             | 0             | 0                 | 0                 | 0                 | 0                 | 0        | 0      | 0           | 0          |
| D. Borkowski   | 10            | 0             | 0             | 0             | 1                 | 0                 | 1                 | 0                 | 11       | 0      | 1           | 0          |
| J. Castrop     | 5             | 0             | 0             | 0             | 0                 | 0                 | 0                 | 0                 | 5        | 0      | 0           | 0          |
| N. Dovedan     | 31            | 7             | 4             | 1             | 1                 | 0                 | 1                 | 0                 | 32       | 7      | 5           | 1          |
| T. Duman       | 30            | 3             | 3             | 0             | 2                 | 2                 | 0                 | 0                 | 32       | 5      | 3           | 0          |
| M. Dæhli       | 33            | 3             | 2             | 0             | 2                 | 0                 | 0                 | 0                 | 35       | 3      | 2           | 0          |
| K. Fischer     | 20            | 0             | 1             | 0             | 0                 | 0                 | 0                 | 0                 | 20       | 0      | 1           | 0          |
| J. Geis        | 27            | 3             | 4             | 0             | 2                 | 0                 | 0                 | 0                 | 29       | 3      | 4           | 0          |
| R. Hack        | 1             | 0             | 0             | 0             | 0                 | 0                 | 0                 | 0                 | 1        | 0      | 0           | 0          |
| T. Handwerker  | 34            | 1             | 1             | 0             | 2                 | 0                 | 1                 | 0                 | 36       | 1      | 2           | 0          |
| F. Hübner      | 9             | 0             | 2             | 0             | 0                 | 0                 | 0                 | 0                 | 9        | 0      | 2           | 0          |
| P. Klandt      | 0             | 0             | 0             | 0             | 0                 | 0                 | 0                 | 0                 | 0        | 0      | 0           | 0          |
| C. Klaus       | 1             | 0             | 0             | 0             | 2                 | 0                 | 0                 | 0                 | 3        | 0      | 0           | 0          |
| N. Knothe      | 0             | 0             | 0             | 0             | 0                 | 0                 | 0                 | 0                 | 0        | 0      | 0           | 0          |
| T. Krauß       | 32            | 3             | 3             | 0             | 2                 | 0                 | 1                 | 0                 | 34       | 3      | 4           | 0          |
| P. Köpke       | 16            | 3             | 2             | 0             | 0                 | 0                 | 0                 | 0                 | 16       | 3      | 2           | 0          |
| T. Latteier    | 0             | 0             | 0             | 0             | 0                 | 0                 | 0                 | 0                 | 0        | 0      | 0           | 0          |
| F. Lohkemper   | 1             | 0             | 0             | 0             | 1                 | 0                 | 0                 | 0                 | 2        | 0      | 0           | 0          |
| C. Mathenia    | 33            | 0             | 3             | 0             | 0                 | 0                 | 0                 | 0                 | 33       | 0      | 3           | 0          |
| F. Nürnberger  | 31            | 3             | 5             | 0             | 2                 | 0                 | 0                 | 0                 | 33       | 3      | 5           | 0          |
| K. Rausch      | 4             | 0             | 0             | 0             | 0                 | 0                 | 0                 | 0                 | 4        | 0      | 0           | 0          |
| L. Rosenlöcher | 0             | 0             | 0             | 0             | 0                 | 0                 | 0                 | 0                 | 0        | 0      | 0           | 0          |
| C. Schindler   | 30            | 1             | 4             | 0             | 2                 | 0                 | 0                 | 0                 | 32       | 1      | 4           | 0          |
| L. Schleimer   | 21            | 3             | 2             | 0             | 1                 | 0                 | 0                 | 0                 | 22       | 3      | 2           | 0          |
| M. Schäffler   | 25            | 4             | 2             | 1             | 2                 | 0                 | 0                 | 0                 | 27       | 4      | 2           | 1          |
| E. Shuranov    | 27            | 6             | 1             | 0             | 2                 | 0                 | 0                 | 0                 | 29       | 6      | 1           | 0          |
| A. Sørensen    | 30            | 1             | 5             | 0             | 2                 | 0                 | 0                 | 0                 | 32       | 1      | 5           | 0          |
| L. Tempelmann  | 31            | 4             | 11            | 0             | 1                 | 0                 | 0                 | 0                 | 32       | 4      | 11          | 0          |
| E. Valentini   | 28            | 2             | 3             | 0             | 2                 | 0                 | 0                 | 0                 | 30       | 2      | 3           | 0          |
| M. Šuver       | 12            | 0             | 0             | 0             | 1                 | 0                 | 0                 | 0                 | 13       | 0      | 0           | 0          |